# Rumanía durante la Segunda Guerra Mundial
En junio de 1941, tras un breve período de neutralidad bajo el reinado de Carlos II, Rumanía se une a las fuerzas del Eje durante la dictadura de Ion Antonescu. A partir de junio de 1941, con la invasión de la URSS, varios cientos de miles de soldados rumanos combaten en la Unión Soviética contra el Ejército Rojo junto a la Wehrmacht alemana. Varios cientos de miles de judíos perecieron de resultas de actos de barbarie cuya responsabilidad incumbe directamente al Estado rumano. En agosto de 1944 el hijo del rey Carlos II, Miguel I depone a Antonescu por medio de un golpe de Estado, y coloca a Rumanía en el campo de los Aliados. No obstante, a pesar de este cambio de campo, la Gran Rumanía no sobrevivió a la guerra. Rumanía perdió algunos territorios en beneficio de Bulgaria y de la Unión Soviética.

## La entrada en la guerra
Rumanía era por entonces un Estado relativamente reciente, creado ya avanzado el siglo XIX a partir de Valaquia y Moldavia, y que se disputaban entre sí el Imperio otomano y el Imperio ruso, sin olvidar al Imperio austrohúngaro. El primer rey de Rumanía, Carlos I, procedía de una familia de origen alemán, los Hohenzollern-Sigmaringen, y había sido reconocido como rey por las potencias europeas (véase Historia de Rumanía). En 1913, Rumanía se vio engrandecida con la anexión del sur de Dobrudja a raíz del Tratado de Bucarest. Durante la Primera Guerra Mundial, Rumanía se mantuvo inicialmente neutral, para unirse posteriormente a los Aliados a cambio de la promesa de obtener el territorio de Transilvania; no obstante, aislada de los aliados occidentales, y tras la paz firmada por la nueva Rusia surgida de la Revolución rusa, Rumanía se vio obligada a firmar el tratado de Bucarest, que la obligó a aceptar la ocupación del país por parte de los Imperios Centrales.
Con la derrota sufrida en la guerra por los Imperios Centrales, en 1918, Rumanía volvió a encontrarse en el campo de los vencedores en dicha guerra. Mediante los tratados de Saint-Germain-en-Laye, en 1919 y de Trianon, en 1920, la Bucovina, Transilvania, Besarabia y la mitad oriental del Bánato, al igual que algunos territorios orientales de Hungría, pasan a formar parte de lo que se conocerá como la Gran Rumanía, que cuenta con una población de 18 millones de habitantes contra 8 millones antes de la guerra.
Tras la guerra, con el inicio de la apertura de explotaciones petrolíferas y el inicio de la industrialización en el país, la situación económica de Rumanía pasa a ser relativamente floreciente, lo que no impide, a partir de 1927, el ascenso de un movimiento de tipo nacionalista, ortodoxo y antisemita, la Guardia de Hierro, dirigida primero por Corneliu Zelea Codreanu y posteriormente por Horia Sima.
Rumanía intentó mantener un cierto equilibrio entre Alemania, cuya influencia en los Balcanes no cesaba de acrecentarse después de la Anschluss (anexión de Austria) en marzo de 1938, y Francia y el Reino Unido, sin olvidar la presencia de la Unión Soviética, con la que el país mantenía frontera. Así, Rumanía firma un acuerdo con el Tercer Reich en marzo de 1939 por el que garantiza a Alemania el suministro de petróleo rumano, pero no participa en el reparto de Checoslovaquia, véase Checoslovaquia durante la Segunda Guerra Mundial, lo que comporta que, el 13 de abril de 1939, se firme un acuerdo por el que Francia y el Reino Unido garantizan a su vez la independencia de Rumanía.
Pocos meses más tarde, la Alemania nazi y la URSS firman el pacto germano-soviético, en el que una cláusula secreta subraya el interés soviético sobre Besarabia, que había formado parte de la Rusia zarista desde 1812, cuando se la arrebataron al Imperio otomano, hasta 1918.
Ocho días después de la firma de dicho Pacto, los alemanes invadieron Polonia (Invasión de Polonia en 1939). Oficialmente, Rumanía se mantuvo neutral, garantizando incluso el derecho de asilo a los miembros del Gobierno de Polonia que huían de la ocupación de su país. El 21 de septiembre, el primer ministro rumano, Armand Călinescu, el cual había efectuado la decapitación en mayo de 1939 de la Guardia de Hierro al detener a buena parte de sus dirigentes, es asesinado por militantes de la Guardia por orden de Horia Sima. Armand Călinescu era sospechoso de desear una alianza con el Reino Unido. El rey Carlos II se esforzó por mantener todavía la neutralidad del país durante algunos meses más, pero la derrota de Francia y el Reino Unido en mayo de 1940 en la batalla de Francia y la petición de armisticio por parte francesa (Armisticio del 22 de junio de 1940) convertían en casi ilusorias las garantías anteriormente otorgadas por los Aliados respecto de la independencia de Rumanía.
La URSS lanzó un ultimátum contra Rumanía el 26 de junio de 1940. El embajador alemán en Rumanía aconsejó al rey Carlos II que contemporizase, y, en julio, la Unión Soviética ocupó la Besarabia. Dos terceras partes de Besarabia, junto con una porción de territorio ya anteriormente ruso al otro lado del río Prut, pasaron a conformar entonces la República Socialista Soviética de Moldavia. El resto de Besarabia (es decir, el Budjak) y el norte de la Bucovina fueron incorporados a Ucrania.

Pérdidas territoriales de Rumanía en 1940 tras el ultimátum soviético, el Tratado de Bucarest y los Acuerdos de Craiova.

Poco después, el 30 de agosto, con el Segundo arbitraje de Viena, Alemania e Italia obligan a Rumanía a la cesión a Hungría de la Transilvania septentrional (véase Hungría durante la Segunda Guerra Mundial). El 7 de septiembre Rumanía firma los Acuerdos de Craiova con Bulgaria, a la que cede la parte sur de la Dobrudja, que había pasado a ser territorio rumano al final de la segunda guerra balcánica, en 1913, por el Tratado de Bucarest. Contrariamente al arbitraje de Viena, los Acuerdos de Craiova con los búlgaros no obedecen a presiones alemanas, sino que pretenden desactivar problemas con la vecina Bulgaria (véase Bulgaria durante la Segunda Guerra Mundial). Pero el hecho de que se hicieran tantas concesiones territoriales sin haber habido ni un solo disparo supone un golpe al prestigio interno del rey Carlos II.
El gobierno de Ion Gigurtu, constituido el 4 de julio de 1940, fue el primer gobierno en la historia de Rumanía en el que ocupaba una cartera un militante de la Guardia de Hierro. Se trataba de Horia Sima, que asumió el liderazgo del partido tras el fallecimiento de Codreanu.

## Antonescu en el poder

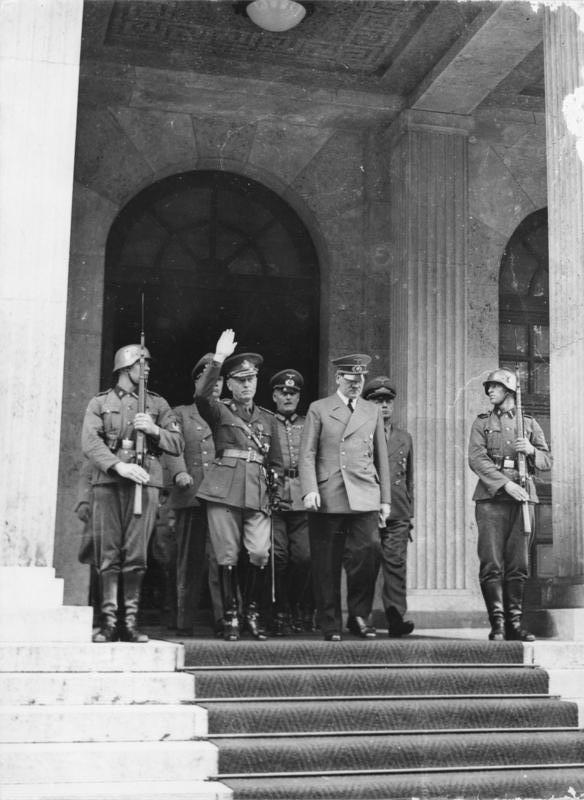
Antonescu junto a Hitler

Tras la pérdida de la Transilvania septentrional, el general Ion Antonescu recibe el encargo del rey Carol II de formar gobierno, tratando de salvar su régimen gracias al prestigio del general en el ejército. Tras un rechazo inicial, Antonescu acepta y trata de formar un gobierno de unidad nacional, incluyendo a los partidos tradicionales y a la Guardia de Hierro de Horia Sima, que lleva a cabo multitudinarias manifestaciones exigiendo la abdicación del rey. Tras la negativa de los partidos tradicionales a entrar en el gobierno sin la renuncia previa del rey, Antonescu fuerza la abdicación de este pero no logra convencer a los dirigentes de los partidos a participar en el gobierno, quedando solo la inclusión de la Guardia en el nuevo gobierno, debido a su creciente popularidad. El día 5, un día antes de la renuncia de Carol y su exilio, tras aceptar la aplicación del arbitraje de Viena, la recepción de una misión militar alemana y el aumento de los intercambios económicos con el Reich, Antonescu había recibido el respaldo alemán. Carol abdicó en favor de su hijo de 19 años de edad Miguel I (Mihai) y se proclamó el Estado Nacional Legionario que, indefectiblemente, se uniría a las fuerzas del Eje durante la guerra.
Una vez en el poder, la Guardia de Hierro reforzó la legislación antisemita, poniendo en marcha otra legislación paralela de tintes igualmente xenófobos dirigida contra los empresarios y hombres de negocios de origen griego o armenio, y que se aplicará especialmente para permitir el cobro de sobornos por parte de los no afectados. El 14 de octubre de 1940, seis divisiones de la Wehrmacht atraviesan la frontera rumana debido a la previa petición de Antonescu. En noviembre de 1940, Rumanía se unió a las fuerzas del Eje firmando el Pacto Tripartito (23 de noviembre de 1940). Muy pronto los efectivos de la Wehrmacht estacionados en territorio rumano sobrepasaron los quinientos mil soldados, que no solo controlan la producción petrolífera rumana sino que además preparaban el posterior ataque contra la Unión Soviética.
Antonescu mantiene su cargo, y para estar en condiciones de recuperar al menos la Besarabia, acepta hacer avances en el compromiso de colaboración de Rumanóa con los nazis. Pero antes de la entrada en guerra de Rumanía, en junio de 1941, tiene lugar un ajuste de cuentas interno entre los rumanos.
La Guardia de Hierro seguía siendo la facción dominante, pero el 27 de noviembre de 1940, más de 60 antiguos dignatarios y dirigentes fueron ejecutados por los legionarios en la prisión de Jilava como venganza por el asesinato de Codreanu dos años antes. Entre las víctimas de los legionarios aparecen el historiador y antiguo primer ministro Nicolae Iorga o el economista Virgil Madgearu, antiguo ministro, a pesar de que nunca estuvieron detenidos.
La cohabitación entre la Guardia de Hierro y Antonescu no fue en realidad fácil. Tras los acontecimientos del 27 de noviembre, la policía al servicio de los legionarios había sido disuelta, y los asesinos de Iorga habían sido ejecutados. En la visita de Antonescu a Hitler a comienzos de enero de 1941, a la que Sima se niega a acudir a pesar de haber sido también invitado, el general logra el apoyo tácito de Hitler para poner orden en el país (principal fuente de petróleo para Alemania) eliminando a la Guardia. Antonescu releva a los prefectos, miembros de la Guardia, y despide al ministro del Interior. El 20 de enero de 1941, la Guardia de Hierro se rebela e intenta tomar el poder mediante un golpe de Estado ante las acciones de Antonescu, acompañado por un pogromo en la capital, Bucarest, pero Antonescu logró aplastar el golpe gracias al ejército. Al cabo de cuatro días la Guardia se vio obligada a abandonar, siendo eliminada del gobierno. Sima y muchos otros legionarios escaparon hacia el Tercer Reich, que les concedió asilo político, aunque muchos otros fueron encarcelados. En marzo, Antonescu convocó un plebiscito, en el que obtuvo 2 millones de votos favorables frente a solo 3.360 de rechazo.
Los sindicatos quedaron prohibidos desde finales de 1940.
Como nota adicional, indicar que el presidente interino del Consejo de Ministros se llama también Antonescu, aunque se trata de Mihai Antonescu; por ese motivo, cuando se hace referencia al régimen de Antonescu, la referencia es doble y afecta a ambos personajes.

## La guerra en el Frente oriental

Fronteras de Rumanía entre 1941 y 1944.

El 22 de junio de 1941, el Ejército alemán ataca a la URSS en un amplio frente, desde el Báltico hasta el mar Negro. El nombre en clave del ataque es "Operación Barbarroja". Desde el inicio de la ofensiva, el Ejército rumano toma parte activa junto a los alemanes. En total, 473 000 soldados rumanos participan en la ofensiva, encuadrados en el 3.er y 4.º Ejércitos rumanos. De entre las tropas del Eje, se trata del contingente más numeroso, con la exclusión evidentemente de los propios alemanes. Las tropas rumanas atraviesan el río Prut y, junto a los alemanes, recuperan la Besarabia cedida poco antes a los rusos, para luego conquistar la ciudad ucraniana de Odesa (16 de octubre de 1941), así como Sebastopol. Los rumanos tomaron parte esencial en el dispositivo de sitio de Odesa, finalizado el 14 de octubre de 1941 con la evacuación de la ciudad por parte del Ejército Rojo.

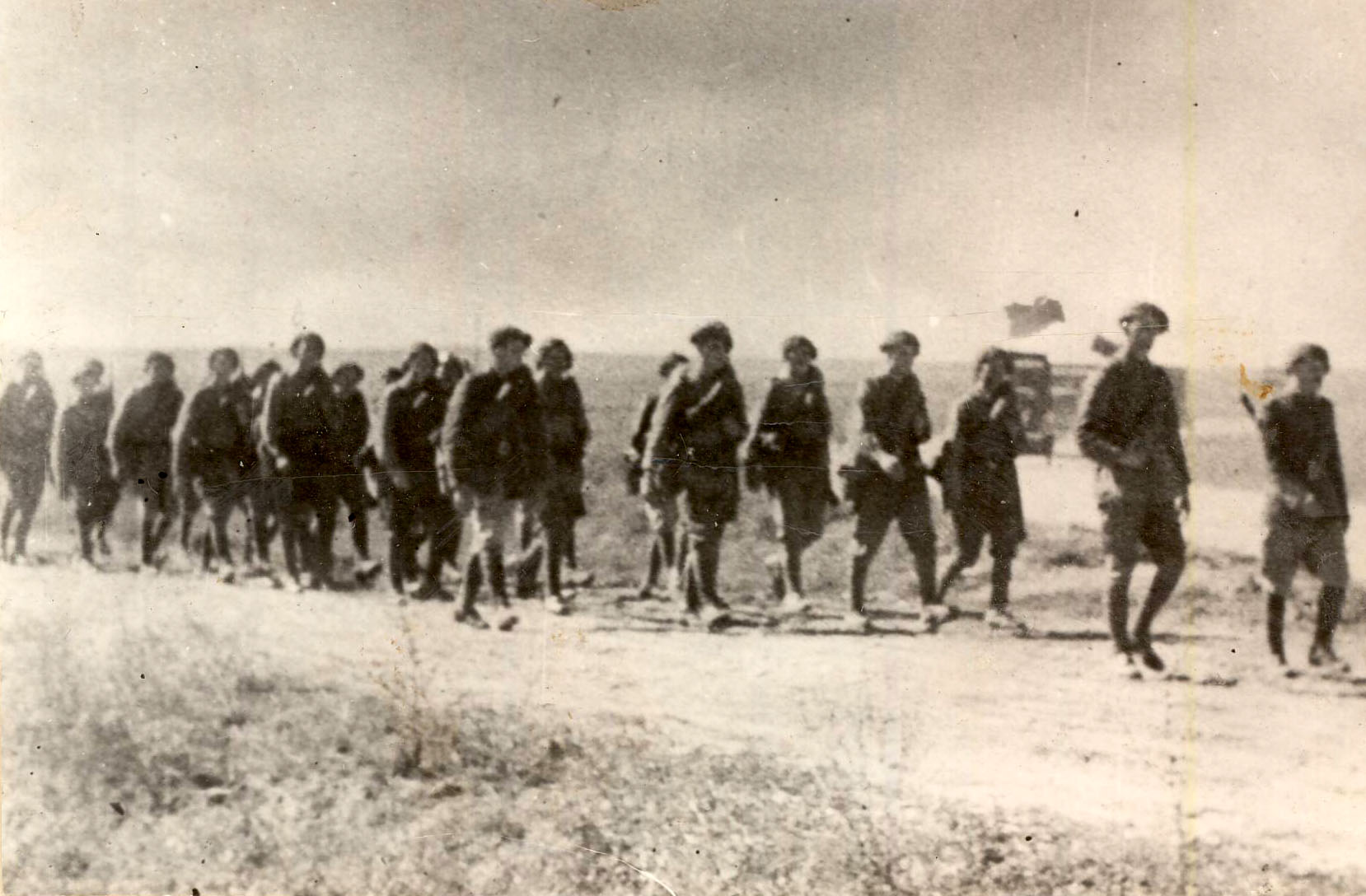
Tropas rumanas en el frente oriental, 1941.

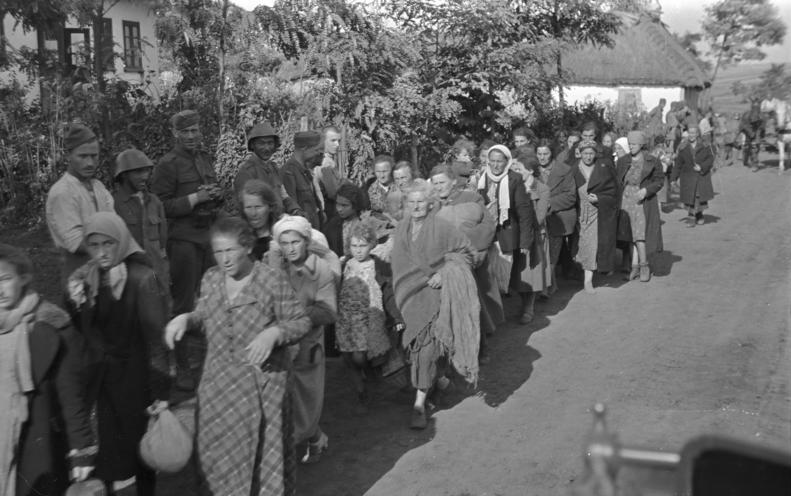
Ciudadanos judíos rusos deportados por tropas rumanas, julio de 1941.

Rumanía se anexiona los territorios soviéticos que se encuentran al este del río Dniéster, es decir, al este de Moldavia, una región llamada Transnistria y, tras la batalla de Odesa, añaden a esta la ciudad de Odesa y su entorno, con dichos territorios forman la Gobernación de Transnistria. Los ejércitos rumanos (veintiséis divisiones hacia finales de 1942) se adentran cada vez más profundamente en la URSS durante los años 1941 y 1942, antes de sufrir el desastre de la batalla de Stalingrado, en la que el Ejército rumano, que ocupaba los flancos de Stalingrado, fue objeto directo de la ofensiva del Ejército Rojo. El 3.er Ejército rumano (ocho divisiones) guardaba el flanco izquierdo del 6.º Ejército alemán, empeñado en la toma de Stalingrado, a lo largo de 156 km, mientras que el 4.º Ejército rumano, encuadrado en el 4.º Ejército alemán junto con algunas divisiones blindadas germanas, cubre el flanco derecho, al sur.
En noviembre de 1942, el general rumano más destacado del período, Petre Dumitrescu, que se hallaba al mando del 3.er Ejército rumano, quedó momentáneamente incluso al mando del 6.º Ejército alemán como apoyo para lograr resistir a la ofensiva soviética. Esta, no obstante, logró desbaratar la resistencia de los dos ejércitos rumanos y, a finales del mismo mes, rodear al 6.º Ejército alemán en Stalingrado. Los soviéticos, conociendo el deficiente armamento de los ejércitos aliados a los alemanes, habían escogido las partes del frente asignadas a estos ejércitos para realizar su ofensiva. Contaban, además, con una superioridad de dos o tres a uno en material, tanques y armamento en general respecto a los rumanos. El centro del 3.er Ejército, al mando del general Lascar, logró resistir varios días la acometida soviética, perdiendo más de un 90 % de sus efectivos, antes de ser derrotado.

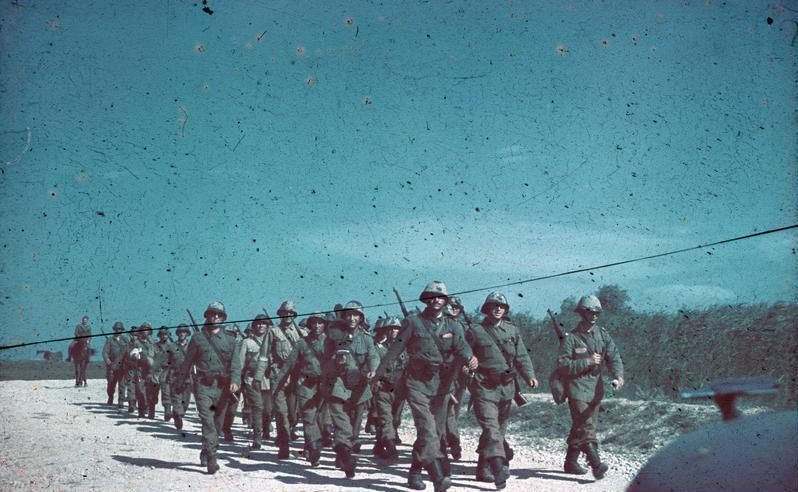
Infantería rumana en 1943

Además de las fuerzas principales arrolladas por el ataque soviético para cercar Stalingrado, dos divisiones quedaron atrapadas con los alemanes en la ciudad sitiada y el ala izquierda del 3.er Ejército, que no fue atacado durante la operación, fue destruido junto con el vecino 8.º Ejército italiano en enero de 1943.
Antonescu, ante las quejas sobre el desempeño de las tropas rumanas en la batalla, trató de refutarlas indicando el inadecuado armamento rumano, la longitud excesiva del frente que tenían que cubrir con tropas escasas y la falta de las necesarias reservas que hubiesen podido permitir un repliegue o un contraataque. Existía también una falta de instrucción, particularmente entre los suboficiales, y un deficiente cuerpo de oficiales.
El Gobierno de Antonescu consideraba como inevitable a medio plazo una guerra abierta con Hungría, aliada también de los alemanes, con motivo del contencioso abierto por el control de Transilvania, pero en febrero de 1943, con la rendición en Stalingrado del 6.º Ejército alemán de Friedrich Paulus y las unidades rumanas que le acompañaban, además de las graves pérdidas sufridas en los distintos ataques del Ejército Rojo, el Ejército rumano queda diezmado, debiendo proceder a la retirada junto con sus aliados alemanes.

## El bombardeo de Rumanía

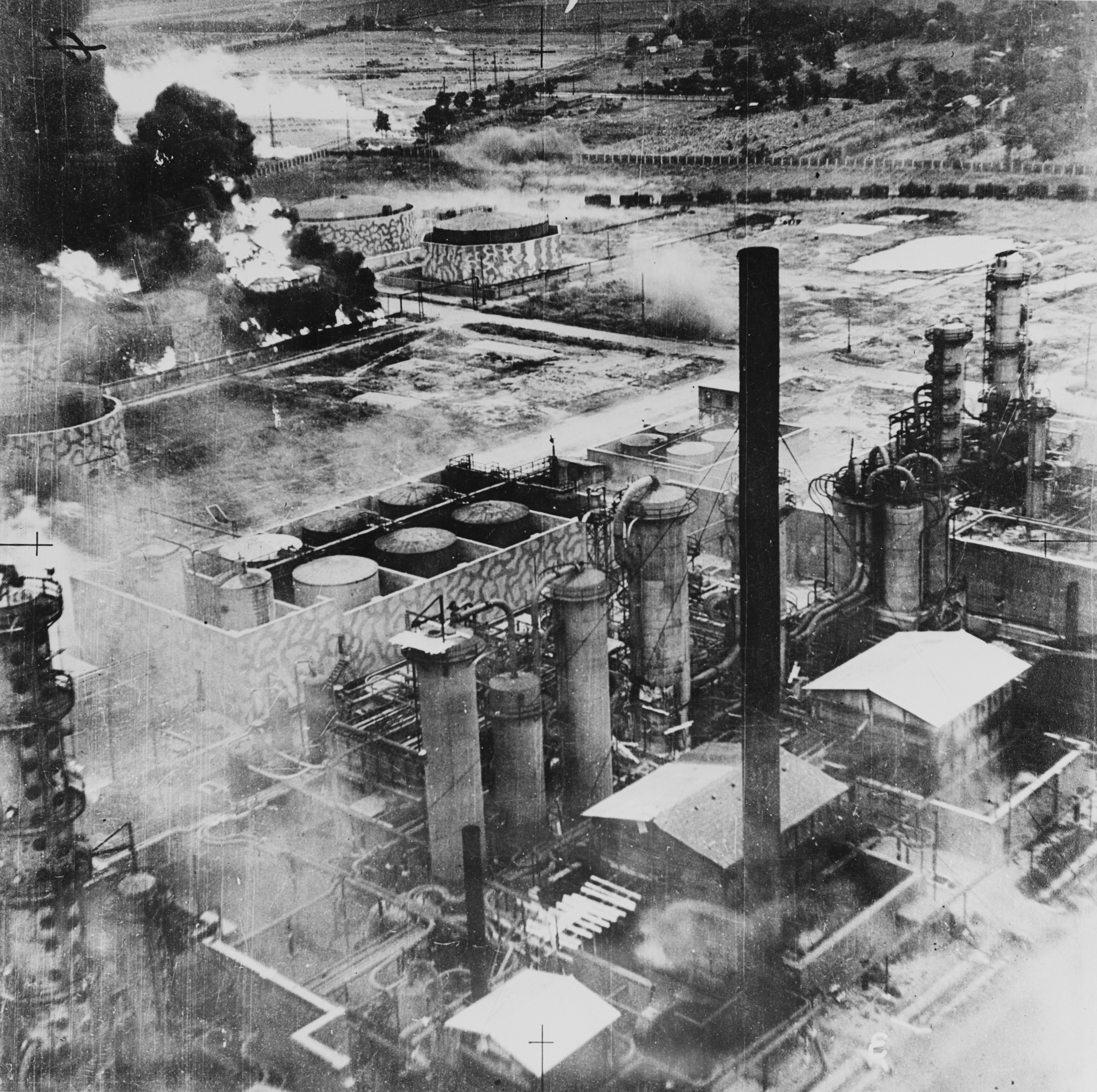
Depósitos petrolíferos en llamas en Ploiești tras una incursión de bombardeo de la USAAF.

Durante todo el período de gobierno de Antonescu, Rumanía había sido el proveedor para el Tercer Reich y para los ejércitos del Eje de diversos suministros de importancia, como petróleo, cereales o algunos productos manufacturados. Por este motivo, desde 1943 pasó a ser un objetivo clave de las operaciones de bombardeo estratégico de los Aliados. Según Geoffrey Regan, la operación Tidal Wave (Maremoto), de agosto de 1943, fue una de las más importantes llevadas a cabo por la USAAF, antecesora de la US Air Force: el día 1 de agosto de 1943, 178 bombarderos B-24 despegaron desde Bengasi en Libia, con el objetivo de, tras un vuelo de 3.800 kilómetros, atacar las refinerías petrolíferas construidas junto a los yacimientos petrolíferos de Ploiești. Puesto que los alemanes habían logrado desde hacía algunas semanas la intercepción y decodificación de algunos mensajes relativos a esta operación, la incursión aérea tuvo que enfrentarse a una fuerte respuesta por parte de la aviación de caza de la Luftwaffe, y únicamente 88 bombarderos estadounidenses lograron regresar a sus bases en la Cirenaica. Por lo demás, los daños causados durante el bombardeo pudieron ser reparados con relativa facilidad, y la producción petrolífera recuperó en pocas semanas su nivel anterior.
Habría que esperar hasta 1944 para que los bombardeos masivos efectuados desde bases más cercanas, en Italia, causasen daños más serios al complejo petrolífero rumano. Bucarest, la capital, recibió igualmente fuertes bombardeos los días 14 y 15 de abril de 1944, efectuados simultáneamente por la USAAF y por la Royal Air Force.

## Relaciones con Alemania

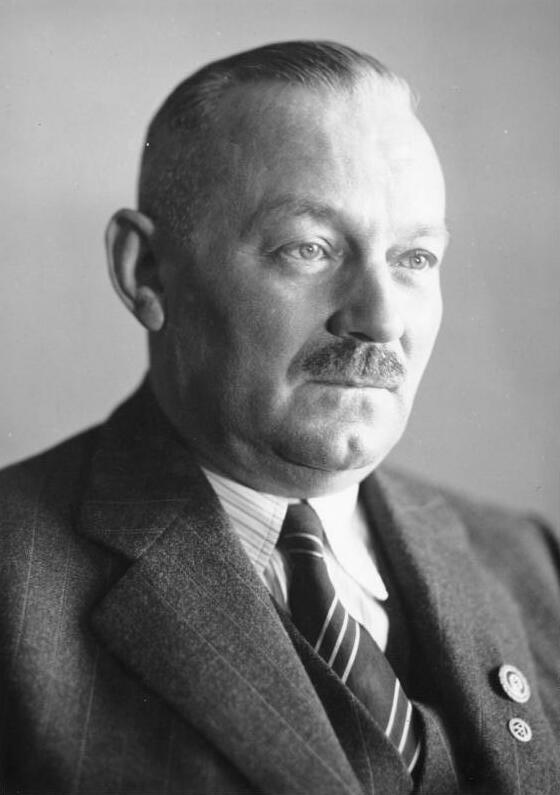
El embajador alemán durante la guerra, Von Killinger.

Antonescu había girado visita a Adolf Hitler desde el 22 de noviembre de 1940, tras su ascensión al poder. Hitler le informó en ese momento de sus intenciones respecto de la Unión Soviética, lo que tal vez ayude a entender el nivel de preparación del Ejército rumano cuando se produjo la Operación Barbarroja. Durante una nueva visita a Hitler, el 12 de junio de 1941 (solo diez días antes de la invasión a la Unión Soviética), Antonescu declaró que Alemania podría contar siempre con el apoyo de Rumanía, siempre que no se tratase de un ataque contra los eslavos. Esto no expresaba los sentimientos del conjunto de la opinión pública rumana, pero sí expresaba claramente los de los grupos de corte fascista del estilo de la Guardia de Hierro. Hay que tener igualmente en cuenta a la minoría alemana de Transilvania, relativamente bien situada económicamente y lo bastante bien organizada como para poder ejercer una notable influencia y que, naturalmente, era favorable a las tesis de una posición dominante de Alemania en el conjunto del continente europeo.
Los alemanes se habían convertido en propietarios de la parte de capital que el Gobierno francés tenía en la industria petrolífera rumana, consecuencia de la larga vinculación de Rumanía con Francia. Dicha apropiación se produjo ya que ese capital fue uno de los medios utilizados por el Gobierno de la Francia de Vichy para saldar la elevada deuda de guerra que le había sido impuesta en las cláusulas del armisticio del 22 de junio de 1940. El Tercer Reich utilizó dicho capital como medio parcial de pago a Rumanía. Como indica Werner Rings: "Para decir las cosas crudamente, el botín era utilizado como medio de pago". La mayoría de los productos entregados por Rumanía no recibieron ninguna compensación financiera, y como consecuencia se produjo una espectacular inflación en el país.
El embajador alemán en Bucarest a lo largo del período fue Manfred von Killinger, y el representante del RSHA fue Gustav Richter.

## Persecución y exterminio de los judíos de Rumanía

### Vista de conjunto
En diciembre de 1930, un padrón de habitantes indicaba la existencia en territorio rumano de 756 930 judíos. De entre ellos, unos 420 000 vivían en regiones cedidas en 1940 a la Unión Soviética, Hungría o Bulgaria, con lo que unos 330 000 vivién a las regiones conservadas en esa fecha por Rumanía.
Rumanía presenta el caso particular de un país en el que el Estado se implica directamente, junto a los alemanes, en un conjunto de masacres particularmente bárbaras, así como en la organización de campos de concentración, provocando de este modo la destrucción de la mitad de la población judía existente antes de la guerra; pero en el que ese mismo Estado se desvincula finalmente del proyecto nazi de exterminio, rechazando desde 1942 la participación en la deportación de los judíos rumanos hacia los campos de exterminio alemanes, lo que ayuda a explicar que la mitad de la población de origen judío anterior a la guerra haya sobrevivido. Según la Commission Wiesel, el Estado de Rumanía asesinó, de diferentes maneras, entre 280 000 y 380 000 judíos en las regiones de Besarabia, Bucovina y Transnistria A pesar de los intentos de inculpar únicamente a los alemanes, los oficiales rumanos participaron activa y voluntariamente en las matanzas de judíos, sin necesidad de órdenes alemanas.
Tras la guerra los 400 000 judíos supervivientes emigraron a Palestina.

### Situación de los judíos antes de la alianza con Alemania
Incluso antes de que Rumanía pasase oficialmente al estatus de aliada de la Alemania nazi y entrase en la esfera de influencia de esta última, las autoridades rumanas ya habían llevado a cabo una política de marcado corte antisemita, de la que las principales víctimas habían sido los judíos residentes en las zonas orientales del país, ya que se les asociaba persistentemente al comunismo y a una potencia extranjera como la Unión Soviética, así como a los judíos que residían en la Transilvania se les asociaba con el antiguo régimen del Imperio austrohúngaro y, en la práctica, casi como agentes de la vecina Hungría. Varios movimientos de extrema derecha, con fuertes dosis de populismo y fraseología revolucionaria, como la propia Guardia de Hierro fascista, se beneficiaron de un fuerte apoyo popular y gozaron de un cierto apoyo en las esferas gubernamentales cuando solicitaban que los judíos rumanos quedasen excluidos de la posibilidad de ocupar cargos en los que pudiesen ejercer una mínima influencia, o directamente que se les expulsase del país.
La aprobación de las primeras medidas de exclusión tuvo lugar en diciembre de 1937, bajo el mandato del primer ministro Octavian Goga: 120 000 judíos fueron privados de la nacionalidad rumana. Los sucesores de Goga prosiguieron con la misma línea de actuación, aprobando normas de prohibición de ejercicio de determinadas profesiones para personas de religión judía. El 8 de agosto de 1940 se da un nuevo paso en esta política, con la aprobación de nuevas prohibiciones de ejercicio de determinadas profesiones, que además por vez primera se aplican a personas de origen judío pero que han sido bautizadas en el cristianismo. También quedan prohibidos los matrimonios mixtos con personas de religión cristiana. Las distintas discriminaciones, no obstante, tan solo se aplican parcialmente a los judíos cuya ciudadanía rumana es anterior a 1918.
Como consecuencia de todo esto, en el otoño de 1940 varios millares de judíos abandonan Rumanía, partiendo hacia Palestina, lo que a su vez permite que las medidas de prohibición de ejercicio de ciertas profesiones sean cada vez más duras.

### La masacre de los judíos en las regiones periféricas

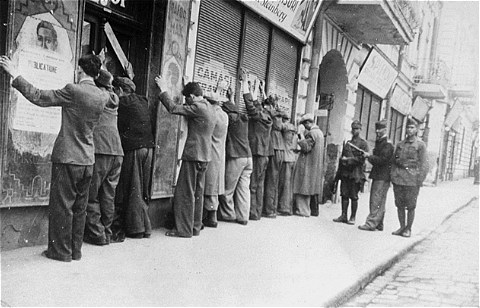
Ataque antisemita en Iaşi.

Incluso después de la caída de la Guardia de Hierro, el régimen de Antonescu, que mantiene la alianza con el Tercer Reich, sigue adelante con la política de opresión y de masacres respecto de los judíos y, en una medida algo inferior, de los gitanos.
En las regiones cedidas a la Unión Soviética o a Hungría (Besarabia, Bucovina y Transilvania septentrional) la entrada en guerra de Rumanía en junio de 1941, con motivo de la invasión alemana a Rusia, comporta para la población judía el inicio de una fase persecutiva especialmente feroz y mortífera. La mayor parte de las masacres fueron perpetradas por las tropas rumanas en la zonas de guerra, a menudo con la colaboración de los Einsatzgruppen de las SS, pero hubo muchas persecuciones en la retaguardia del frente.
Con anterioridad al desencadenamiento de la Operación Barbarroja, el Gobierno rumano había expulsado a los judíos de las zonas fronterizas con la Unión Soviética, ya que se acusaba sistemáticamente a los judíos de ser partidarios de la URSS. Muy poco después del 22 de junio de 1941 se produjo un incidente con desertores que dispararon contra el Ejército, lo que fue el detonante del pogromo de Iași: doce mil judíos fueron asesinados o encerrados en trenes en los que mueren lentamente de hambre o de sed. A finales de julio, Rumanía expulsa de entre 25 000 a 30 000 judíos de Besarabia al este del río Dniester, a la Transnistria, de donde a su vez son expulsados por los alemanes. Cuando el control de la Transnistria es atribuido a Rumanía, los rumanos envían allí a 160 000 judíos en condiciones tan precarias que únicamente 135 000 sobreviven al llegar al lugar de destino. La mitad de los 320 000 judíos de Besarabia, de Bucovina y del distrito de Dorohoi fueron asesinados en los meses que siguieron a la entrada de Rumanía en la guerra. Tras estas masacres iniciales, fueron todavía objeto de nuevos pogroms, encerrados en guetos para, finalmente, ser enviados a campos de concentración en la Transnistria. Por lo que respecta a los 150 000 judíos de la Transilvania septentrional, su suerte no es mejor, ya que 120 000 de ellos fueron asesinados poco después por los húngaros.
Las tropas rumanas tuvieron una fuerte implicación en la masacre cometida en la ciudad de Odesa en el otoño de 1941, durante la que fueron asesinados 100 000 judíos. Durante este período, el jefe del Estado de Rumanía, Ion Antonescu, estuvo en relación con Wilhelm Filderman, presidente de la federación de comunidades judías en Rumanía. El 19 de octubre de 1941, Antonescu se justificaba ente Filderman de esta manera: "En Odesa, los judíos habían empujado a las tropas soviéticas a una resistencia inútilmente prolongada, únicamente para infligirnos más bajas".

### La situación de los judíos en la Rumanía central

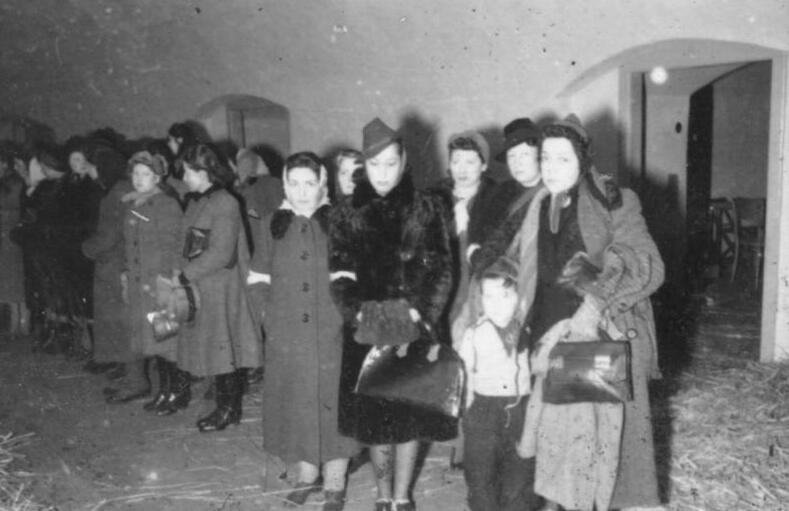
Detención de judíos en diciembre de 1941.

En la propia Rumanía, la corrupción se alimentaba con la expoliación de los judíos bajo todas sus variantes posibles. A partir de 1943 se implantó un trabajo forzado para los judíos, por el que 40 000 hombres quedaron sujetos a trabajos de peón cercanos a sus viviendas, debiendo presentarse al alba provistos de picos y palas y, a menudo, llevando su propia comida. 26 000 judíos pudieron pagar para comprar la exención de la aplicación de esta medida.
Paralelamente a la política de la Rumanía de Antonescu respecto de la población judía, los nazis ejercieron además presiones para que dicha política se conformase y adecuase con las grandes líneas de la llamada Solución final puesta en marcha por el Tercer Reich a partir de 1942 (para decirlo claramente, el exterminio sistemático de la población judía). No obstante, la misma Rumanía que había tan alegremente participado en el exterminio de judíos en Besarabia, en Bucovina o en Transnistria tuvo entonces algunas reticencias, movidas por una especie de turbio sentimiento de tipo nacionalista.
A fines del año de 1941, Gustav Richter, miembro de las SS, y Radu Lecca, el ministro plenipotenciario rumano para los asuntos judíos, habían obtenido de Mihai Antonescu la creación de un Consejo Judío fantasma, el Centrala Evreilor din Romania, pero paralelalente Fiderman y la Confederación siguieron ejerciendo sus actividades y organizando ayudas para los judíos de la Transnistria.
En noviembre de 1941, la embajada alemana en Bucarest consiguió que Rumanía se desinteresase por la suerte de los judíos en Alemania, aunque en el «protektorat» de Bohemia-Moravia y en otros países conquistados los cónsules de Rumanía siguieron elevando protestas e interviniendo cuando se presentaban amenazas sobre los judíos de nacionalidad rumana, y en julio de 1942 la Embajada de Rumanía en Berlín hizo constar que los judíos húngaros no eran deportados, y que difícilmente podía aceptar el Gobierno rumano que sus judíos fuesen peor tratados que los de Hungría.
Siempre en julio de 1942, con gran alegría de Adolf Eichmann, el jefe del RSHA, los nazis parecían haber logrado reunir todas las voluntades para poder proceder a la deportación de todos los judíos de Rumanía al distrito de Lublin, en la Polonia ocupada; y en agosto Radu Lecca se trasladó a Berlín para negociar el asunto, aunque se consideró mal recibido y desde entonces se dedicó a retrasar la operación. Pudiera ser que hubiese sido sobornado para ello.
El carácter definitivo del giro en la política rumana no fue evidente para los alemanes sino a partir de diciembre de 1942, cuando conocieron que Antonescu se planteaba autorizar de 75 000 a 80 000 judíos para que emigrasen a Palestina mediante una fuerte indemnización.
Contrariamente al caso de otros países de Europa central y del Este, en los que buena parte de la población judía fue encaminada hacia los campos de exterminio nazis, la mayor parte de los judíos rumanos sobrevivieron a la guerra, a pesar de las diversas persecuciones a que fueron sometidos durante la guerra: trabajos forzados, expolio y leyes de exclusión. La Comisión Wiesel resume de este modo una situación tan compleja: " De entre todos los aliados de la Alemania nazi, Rumanía carga con la responsabilidad de la muerte de más judíos que cualquier otro país excepto la propia Alemania...Iasi, Odessa, Bogdanovka, Domanovka y Peciora, por ejemplo, se cuentan entre las masacres más odiosas cometidas contra los judíos durante la Shoah. Rumanía cometió un genocidio contra los judíos. El hecho de que algunos judíos hayan sobrevivido en ciertas zonas de Rumanía no debe enmascarar dicha realidad."

## La guerra en territorio rumano
A partir de febrero de 1943 y de la ofensiva del Ejército Rojo tras la derrota de la Wehrmacht en la batalla de Stalingrado, empezaba a parecer claro que la guerra había dado un giro contrario a los intereses de las fuerzas del Eje.
Los bombardeos Aliados comenzaron en agosto de 1943, en los campos petrolíferos, pero solo se volvieron sistemáticos y tomaron grandes proporciones a partir del gran bombardeo de Bucarest el 4 de abril de 1944. A partir de entonces, tanto la capital como otras ciudades del país sufrieron duros bombardeos por parte de los aviones estadounidenses que causaron considerable daño. Una vez que la capital se volvió peligrosa por los bombardeos, la clase privilegiada se trasladó a las poblaciones de los Alpes transilvanos; mientras, el grueso de la población se vivía en duras condiciones a las que se unía un intenso mercado negro.
En 1944, como consecuencia de los desastres sufridos en el frente oriental y de los bombardeos aliados, la economía rumana cada vez se encontraba en situación más delicada. El resentimiento contra las cargas cada vez mayores de la presencia alemana en Rumanía seguía en aumento, y era compartido incluso por aquellos que habían sido los más fervientes partidarios de la alianza militar con Alemania y de la subsiguiente entrada en la Segunda Guerra Mundial.
En abril los soviéticos penetran en territorio rumano y capturan Cernăuţi, Bălți y Jotín, pero detienen entonces su avance durante cuatro meses.
En mayo de 1944 tiene lugar la primera batalla de la Segunda Guerra Mundial que se desarrolla en territorio rumano, la batalla de Târgul Frumos, pero no es hasta agosto de ese mismo año cuando las tropas soviéticas atraviesan de forma masiva la frontera rumana y tiene lugar la batalla de Rumanía.

## El golpe de Estado del rey

El frente rumano de marzo a agosto de 1944. En rojo, los avances de las unidades soviéticas; en amarillo, los de las rumanas; en azul, las unidades del Eje y la situación del frente.

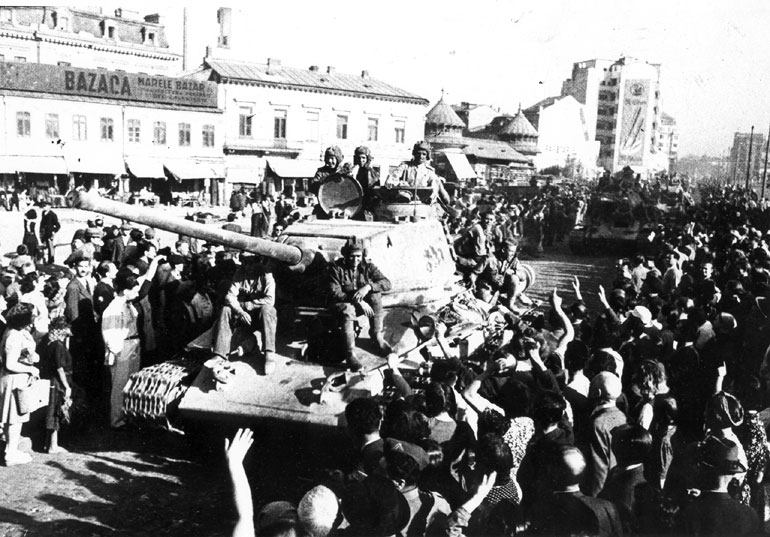
Los habitantes de Bucarest aclaman al Ejército Rojo, el 31 de agosto de 1944, a su entrada en la ciudad como nuevo aliado de Rumanía.

El 23 de agosto de 1944, el rey Miguel I da un golpe de Estado, que tuvo éxito, con el apoyo de políticos de la oposición y de parte de los oficiales del Ejército rumano. Se depuso a los Antonescu y el rey propuso al embajador alemán, Manfred von Killinger, que las tropas alemanas presentes en suelo rumano se retirasen, indicando que no serán inquietadas por los rumanos. Los alemanes intentaron dar un vuelco a la situación, pero el Ejército rumano se puso a las órdenes del rey para resistirse a los ataques alemanes. Miguel I propuso entonces a los Aliados poner a su disposición el Ejército rumano para seguir la lucha, ahora contra los alemanes. Desde el 30 de agosto, con la entrada de las primeras unidades soviéticas en la capital, este queda bajo dominio oficioso soviético. Las respuestas de la Unión Soviética y del Reino Unido se hicieron esperar hasta el 12 de septiembre; mientras se celebraban las negociaciones, los soviéticos trataron a Rumanía como a un enemigo, y el Ejército Rojo que atravesaba el país se libró a episodios de pillajes, saqueos y violaciones. Ciento cuarenta mil soldados rumanos fueron hechos prisioneros por los rusos. Los responsables políticos británicos y estadounidenses, sin embargo, consideraron que las condiciones del armisticio impuestas por Moscú eran muy moderadas teniendo en cuenta lo sufrido por los soviéticos. Los responsables rumanos, por el contrario, esperaban infructuosamente que el golpe contra Antonescu permitiese al país convertirse sin más en un Aliado.
El 10 de octubre de 1944, en Moscú, Winston Churchill y Stalin llegaron a un acuerdo sobre las áreas de influencia en los Balcanes, teóricamente válido solo durante las operaciones contra el Eje. Rumanía, al igual que Bulgaria, quedaron dentro de la esfera de influencia soviética, mientras que Grecia quedaba en la zona de influencia británica. Dado que para entonces la URSS dominada los territorios de Rumanía y Bulgaria, Churchill pretendía con el acuerdo aceptar pragmáticamente la situación y evitar la ocupación de Grecia o Italia.
El artículo 18 del acuerdo de armisticio firmado el 12 de septiembre de 1944 estipulaba que «El Gobierno rumano debe someterse a la Comisión de Control aliada...», en la práctica, soviética. Los artículos 13 y 14 preveían que los tribunales rumanos debían juzgar a los criminales de guerra y que debían disolverse los partidos políticos fascistas. El monopolio soviético de la interpretación del armisticio y los artículos sobre la necesidad de juzgar a los criminales de guerra y disolver los partidos fascistas sirvieron de base para la toma de control del país por la URSS, empeñada no solo en vengar la invasión de su territorio, sino en asegurar su seguridad futura mediante la eliminación del poder de aquellos que la habían permitido.
Finalmente, el Ejército rumano acaba la Segunda Guerra Mundial junto al Ejército Rojo, combatiendo contra los alemanes en Transilvania, Hungría y Checoslovaquia. Durante estos últimos combates, los rumanos sufrieron un elevado número de bajas.

## La posguerra

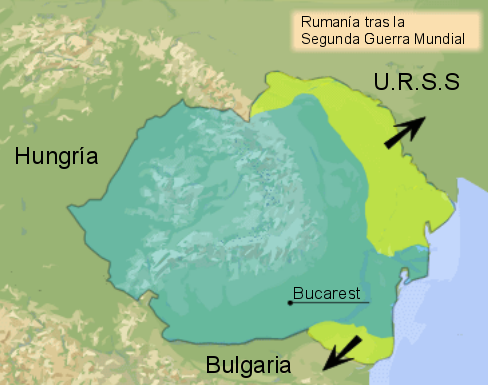
Mapa de Rumanía tras la Segunda Guerra Mundial, con indicación de los territorios perdidos por el país respecto a 1939.

En 1947, el tratado de París no reconocía a Rumanía el estatus de "co-beligerante". Transilvania es reconocida de nuevo como parte integrante de Rumanía, pero Besarabia y el norte de la Bucovina son nuevamente anexionados por la Unión Soviética. Rumanía queda así disminuida en cerca de 60 000 km² y de 3 millones de habitantes.
La presencia militar del Ejército Rojo, que supone la ocupación soviética del país, conduce a la abdicación de Miguel I y a la formación de un Gobierno comunista en el mismo año de 1947. Los dos Antonescu habían sido ejecutados en 1946, mientras que el embajador alemán, von Killinger, se había suicidado en 1944.